# Diable (Automobilhersteller)
Diable war ein französischer Hersteller von Automobilen.

## Unternehmensgeschichte
Das Unternehmen begann 1921 in Paris mit der Produktion von Kleinwagen. Der Markenname lautete Diable. 1924 endete die Produktion.
Es ist keine Verbindung zu Automobiles Diable aus Belgien bekannt, die denselben Markennamen verwendeten.

## Fahrzeuge
Das einzige Modell war ein Dreirad, bei dem sich das einzelne Rad hinten befand. Ein Zweizylindermotor mit 1096 cm³ Hubraum trieb über eine Kette das Hinterrad an.